# 陰茎小帯形成術
陰茎小帯形成術（英: Frenuloplasty of prepuce of penis）とは、陰茎小帯の形成術である。小帯を切除する場合は陰茎小帯切除術（英: Frenulectomy of prepuce of penis）と称する。
陰茎の小帯が異常に短いまたは敏感な場合、性行為によっては不快感や痛みを感じることがある。これは割礼の合併症である場合も、自然に発生する場合もある。自然に発生する場合、小帯が短いと勃起時に包皮が正常に翻転しないことがある（短小小帯）。割礼はこの状態を緩和する可能性があるが、短小小帯の治療のみに適応されるものではない。

## 手順
この処置では通常、小帯を除去するか、小帯に切開を入れてから伸ばして縫合する。切開はZ字型、Y字型、または水平に1回実施する。治癒すると小帯が効果的に伸び、正常に機能するようになる。通常切開は約6 ～ 8週間で完全に治癒し、その後通常の性行為を再開できる。その他の治療法には、小帯を水平に縫合し、1週間かけて硬くなった皮膚を切開して伸ばす。これは多くの場合標準的な処置よりも痛みを伴うが、治癒は早い。
この治療が行われるもう一つの理由は、短小小帯の稀な合併症である小帯瘢痕の治療である。この瘢痕は痛みを引き起こし、通常の性行為を極めて困難にする。これは性行為中に小帯が擦れることで生じる。この瘢痕は短小小帯の患者にのみ影響する。陰茎小帯形成術は、全身麻酔または局所麻酔のどちらでも行われる。

## リスク
ある研究によると、包皮小帯形成術を受けた男性の約15～20％は、手術による改善が不完全で追加の切除術が必要になると示唆されている。英国泌尿器外科医師会（BAUS）は、この数字は2～10％と低く推定している。割礼の適応があると臨床医が判断した場合でも、陰茎小帯形成術によって割礼を回避できる可能性がある。
術後、陰茎の腫れは患者の10～50％にみられ、通常数日間継続する。陰茎亀頭の感覚低下は患者の2～10%に報告されている。2%未満の患者で切開部の感染症が見られ、抗生物質や更なる治療が必要になる。